# Procjena općeg tjelesnog stanja bolesnika
Procjena općeg tjelesnog stanja bolesnika u medicini (onkologiji i drugim područjima) pokušaj je kvantifikacije općeg stanja i razine obavljanja svakodnevnih aktivnosti kod pacijenata koji imaju tumor. Služi kao mjera koja određuje da li su takvi pacijenti sposobni primiti kemoterapiju, kolika doza je potrebna i koji intenzitet palijativne skrbi je potreban. Također se koristi u onkološkim randomiziranim kontroliranim studijama kao mjera kvalitete života.

## Bodovne ljestvice
Postoji više bodovnih ljestvica. Najčešće rabljene su Karnofskyjeva ljestvica i Zubrodova ljestvica, koja je korištena u publikacijama od strane Svjetske zdravstvene organizacije. Za djecu se koristi Lanskyjeva ljestvica.
Paralelni bodovni sustavi su GAF (globalna procjena funkcionalnosti) koja je inkorporirana u petu os Dijagnostičkog i statističkog priručnika (DSM) u psihijatriji.

### Karnofskyjeva ljestvica
Raspon ljestvice je od 100-0, gdje 100 označava «savršeno» zdravlje, a 0 smrt. Iako kliničari često dodjeljuju bodove između standardnih intervala od 10, nema dovoljno dobrog razloga za to jer time dijagnostika nije poboljšana. Bodovni sustav dobio je ime po dr. Davidu Karnofskom, koji je uspostavio ljestvicu zajedno s dr. Josephom H. Burchenalom 1949. godine.
- 100 %- normalna aktivnost, bez poteškoća, bez znakova bolesti
- 90 %- sposoban za normalnu aktivnost, manji simptomi ili znakovi bolesti prisutni
- 80 %- normalna aktivnost s naporom, prisutni neki simptomi i znakovi bolesti
- 70 %- sposoban brinuti se za sebe, ne može obavljati normalne aktivnosti ili aktivno raditi
- 60 %- povremeno je potrebna pomoć, ali može se sam brinuti za većinu svojih potreba
- 50 %- zahtijeva značajnu pomoć i povremeno medicinsku skrb
- 40 %- oneposobljen, zahtijeva posebnu medicinsku pomoć i skrb
- 30 %- teško onesposobljen, potrebna je hospitalizacija, ali smrt ne prijeti neposredno
- 20 %- vrlo bolestan, nužna je hospitalizacija, potrebna je aktivna suportivna terapija
- 10 %- na samrti, brzoprogresivni fatalni proces
- 0 %  mrtav

### ECOG/WHO/Zubrodova ljestvica
ECOG ljestvica (objavio Oken 1982.), također zvana WHO ili Zubrodova ljestvica (po C. Gordonu Zubrodu) ima raspon od 0 do 5, gdje 0 predstavlja savršeno zdravlje, a 5 predstavlja smrt. Prednost u odnosu na Karnofskyjevu ljestvicu je jednostavnost.
- 0- asimptomatski (potpuno aktivan, sposoban obavljati bez ikakvih poteškoća sve aktivnosti kojima se bavio i prije bolesti.
- 1- simptomatski, ali potpuno ambulatorni pacijent (ograničen u napornim fizičkim aktivnostima, ali sposoban nastaviti posao koji je sjedilački i nije pretjerano zahtjevan kao što su lagani kućanski poslovi ili uredski posao).
- 2-simptomatski, < 50% vremena tijekom dana provodi u krevetu ( ambulatorni pacijent koji je sposoban sam se brinuti za sebe, ali je nesposoban izvršavati bilo kakve radne aktivnosti; nije vezan za krevet i >50% vremena koje provodi budan nije ograničen na krevet ili stolac).
- 3- simptomatski, >50% vremena provodi u krevetu, ali nije vezan za krevet (sposoban ograničeno brinuti se za sebe, ograničen na krevet ili stolac 50% ili više vremena koje provodi budan).
- 4- vezan za krevet (potpuno onemogućen, uopće se ne može brinuti o sebi, u potpunosti ograničen na krevet ili stolac).
- 5- mrtav

### Lanskyjeva ljestvica
Budući da djeca imaju više poteškoća u izražavanju svojega doživljaja kvalitete života, zahtijevaju jedan više promatrački bodovni sustav poput onog koji je predložio i vrjednovao Lansky i sur. 1987. godine. 
- 100 – potpuno aktivna, normalna
- 90 – minimalna ograničenja u napornoj fizičkoj aktivnosti
- 80 – aktivna, ali puno brže se umaraju
- 70 – veća ograničenja u igri, manje vremena provode igrajući se
- 60 – većinu dana su u pokretu, ali aktivna igra je svedena na minimum, više se bave mirnijim aktivnostima
- 50 – većinu dana provode ležeći u krevetu, no ipak se preobuku iz pidžame, ne sudjeluju u aktivnoj igri, sudjeluju samo u mirnijim igrama i aktivnostima
- 40 – uglavnom u krevetu, sudjeluju samo u mirnijim aktivnostima
- 30 – vezani za krevet ; trebaju pomoć čak i pri mirnoj igri
- 20 – često spavaju, igranje je ograničeno na potpuno pasivne aktivnosti
- 10 – ne igraju se, ne izlaze iz kreveta
- 0 – bez reakcije

## Usporedba
Pretvorba iz Zubrodove u Karnofskyjevu ljestvicu i obratno, koja osobito dobro funkcionira kod zdravih pacijenata, također je ustanovljena kod velikog uzorka pacijenata s karcinomom pluća.
- Zubrod 0-1 je ekvivalentan Karnofsky 80-100
- Zubrod 2 je ekvivalentan Karnofsky 60-70
- Zubrod 3-4 je ekvivalentan Karnofsky 10-50

## Vanjske poveznice
- Tablica  Arhivirana inačica izvorne stranice od 2. prosinca 2008. (Wayback Machine) s Karnofskyjevom ljestvicom

|  | Molimo pročitajte upozorenje o korištenju medicinskih informacija. Ne provodite liječenje bez savjetovanja s liječnikom! |